# デヴィッド・アンスポー
デヴィッド・アンスポー(David Anspaugh, 1946年9月24日 - )は、アメリカ合衆国インディアナ州生まれの映画監督。

## 来歴
インディアナ大学と南カリフォルニア大学の映画学校で学ぶ。テレビ映画のアシスタント・プロデューサーとしてキャリアをはじめ、『ルディ/涙のウイニング・ラン』や『勝利への旅立ち』といったインディアナ州を舞台とした映画で名声を博した。

## フィルモグラフィー
- 特捜刑事マイアミ・バイス　Miami Vice (1985) 　テレビシリーズの1エピソード
- 勝利への旅立ち Best Shot (現在の原題はHoosiers) (1986)
- 思い出のジュエル Fresh Horses (1989)
- ルディ/涙のウイニング・ラン Rudy (1993)
- ムーンライト&ヴァレンチノ Moonlight and Valentino (1995)
- ワイズ・ガールズ WiseGirls (2002)
- ジェラルド・バトラー in THE GAME OF LIVES The Game of Their Lives (2005)
- Little Red Wagon (2012) 日本未公開